# Bundelkhandia
Bundelkhandia is een geslacht van hooiwagens uit de familie Assamiidae.
De wetenschappelijke naam Bundelkhandia is voor het eerst geldig gepubliceerd door Turk in 1945. 

## Soorten
Bundelkhandia is monotypisch en omvat slechts de volgende soort:
- Bundelkhandia cavernicola